# La spiaggia d'acciaio
La spiaggia d'acciaio (Steel Beach) è un romanzo di fantascienza dello scrittore statunitense John Varley, pubblicato nel 1992. 
Il romanzo è il secondo libro della Serie degli Otto Mondi, preceduto da Linea calda Ophiucus (The Ophiuchi Hotline, 1977), seguito da The Golden Globe (1998) e da Irontown Blues (2018).

## Edizioni
- (EN) John Varley, Steel Beach, 1ª ed., New York, Ace/Putnam, 1992,  pp. 479, ISBN 0-399-13759-9.
- (DE) John Varley, Stahl-Paradies, traduzione di Uwe Anton, Bastei Lübbe Science Fiction, n. 24184, Colonia, Bastei Lübbe, 1994,  p. 734, ISBN 978-3-404-24184-2.
- John Varley, La spiaggia d'acciaio, traduzione di Enzo Verrengia, Cosmo. Collana di Fantascienza, n. 250, Editrice Nord, 1994,  p. 532, ISBN 8842907715.
- (FR) John Varley, Gens de la lune, traduzione di Jean Bonnefoy, Présences, Parigi, Denoël, 1994,  p. 668, ISBN 978-2-207-24034-2.
- (ES) John Varley, Playa de acero, Nova, n. 67, Barcellona, Ediciones B, 1994,  p. 557, ISBN 978-84-406-5054-2.